# Königshain-Wiederau
Königshain-Wiederau település Németországban, azon belül Szászország tartományban. Lakosainak száma 2524 fő (2023. december 31.).

## Népesség
A település népességének változása:
| Lakosok száma | 2698 | 2637 | 2609 | 2587 | 2585 | 2524 |
|               | 2014 | 2017 | 2019 | 2021 | 2022 | 2023 |

## Híres emberek
A település Wiederau nevű részén született Clara Zetkin német szocialista politikus